# Euphoria (film 2017)
Euphoria è un film del 2017 scritto e diretto da  Lisa Langseth, con protagoniste Alicia Vikander e Eva Green. Il film affronta il tema del suicidio assistito.

## Trama
Emilie (Eva Green) e Ines (Alicia Vikander) Thompson sono due sorelle dai caratteri molto diversi, che vivono lontane vedendosi raramente; ora, Ines, un’artista che sta tentando di affrontare recensioni sfavorevoli alla sua ultima mostra, ha accettato l’invito di Emilie a unirsi a lei in un breve viaggio verso una località sconosciuta nel cuore dell’Europa. L’hotel che Emilie ha scelto per i primi giorni di soggiorno è molto lussuoso e così il ristorante dove propone di cenare; alla sorella spiega elusivamente di aver venduto il proprio appartamento in vista del progetto di tornare a studiare. Durante la cena, accetta di ballare con uno sconosciuto, al quale confida di essere convinta che Ines sia con lei solo perché la sua carriera è in flessione, aggiungendo che “non ha più il tempo di mentire”. Rifiuta dunque le avances dell’uomo, affermando che desidererebbe un’avventura, ma non le è possibile; immediatamente dopo ha un malore, che attribuisce allo champagne bevuto.
La loro destinazione, che Emilie definisce “il posto più bello del mondo”, si rivela essere una tenuta sperduta nella foresta oltre un non meglio precisato confine nazionale, dove vengono accolte da un’anziana donna, Marina (Charlotte Rampling), che si autodefinisce “l’accompagnatrice personale” di Emilie. Per l’ignara Ines è il momento della verità: Emilie le rivela di essere malata di tumore, di aver affrontato le cure per tre anni senza risultati e di aver dunque scelto il suicidio assistito; il luogo dove l’ha condotta è infatti un’esclusiva clinica in cui i pazienti possono condurre gli ultimi sei giorni in totale serenità prima di togliersi la vita per avvelenamento secondo un semplice rituale. Ines è sconvolta e non riesce ad accettare che Emilie le abbia taciuto tutto, ma la sorella sostiene amaramente di averlo fatto perché era l’unico modo di farsi accompagnare da lei nell’ultimo viaggio. Nel corso del soggiorno, in effetti, le due si affronteranno ripetutamente e duramente sulle opposte scelte di vita: Emilie è rimasta accanto alla madre, caduta in depressione a causa dell’abbandono da parte del marito, fino al suo suicidio; Ines se ne è presto allontanata, rimproverandone la debolezza e il vittimismo, e non è nemmeno andata al funerale, costruendosi una bella carriera come scusa per le continue assenze e creandosi una sorta di corazza di razionalità e istinto di autoconservazione. Oltre a discutere tra loro, alla clinica le due donne conoscono l’affascinante Mr. Daren (Charles Dance), anch’egli malato terminale, ricchissimo playboy ormai anziano che organizza un’improbabile festa nella sua ultima notte, e Brian (Mark Stanley), un ex calciatore divenuto paralizzato e impotente a causa di un incidente d’auto, che, attratto da Emilie, trascorre una notte con lei e ne suscita l’ira per aver deciso, pur sano, di lasciare la vita. Anche Marina rivela un poco di sé, raccontando di essere rimasta alla clinica dopo avervi accompagnato il marito morente due anni prima, poiché “non trovava un motivo per andarsene”. Ines prova un misto di repulsione e attrazione per il luogo, e, per ispirazione personale, scatta diverse fotografie con la complicità di Daren, pur sapendo che esse sono vietate dal regolamento; ma, al culmine dell’ennesima lite con la sorella, decide di andarsene prima del tempo. Tuttavia, Marina glielo impedisce con uno stratagemma e ne ascolta lo sfogo, che passa da un’ira cieca nei confronti della madre e della sorella a un pianto sconsolato per il senso di crescente abbandono. Finalmente pronta ad affrontare il dolore, Ines si riappacifica quindi con Emilie ormai in fin di vita, condividendo con lei dolci ricordi d’infanzia e preparandola per il suicidio.
Tutto avviene come previsto. Emilie conferma di scegliere volontariamente la morte e si avvelena tranquillamente sotto gli occhi di Ines, che lascia la clinica. Mentre si accomiata da Marina, questa le consegna l’anello di Emilie – che apparteneva alla madre – e le rivela di essere a conoscenza delle fotografie che ha scattato, limitandosi a chiederle di usarle secondo coscienza. Sull’elicottero che si alza in volo sulle note di “Rock ’n’ Roll Suicide” di David Bowie, insieme a lei, c’è Brian, che grazie all’incontro con Emilie ha scelto la vita.

## Produzione
Le riprese sono iniziate ad agosto 2016 in Germania.

## Distribuzione
Il film è stato presentato in anteprima al Toronto International Film Festival l'8 settembre 2017.